# Crambus tripsacas
Crambus tripsacas là một loài bướm đêm trong họ Crambidae.